# Kaspar Schmocker
Kaspar Schmocker (* 2. April 1988) ist ein ehemaliger Schweizer Unihockeyspieler. Seit 2006 stand der Schweizer aus Wimmis im Kanton Bern bei verschiedenen Nationalliga-A-Vereinen unter Vertrag und absolvierte insgesamt 75 Spiele für die Schweizer Unihockeynationalmannschaft. 2018 beendete Kaspar Schmocker seine Karriere als Spitzensportler mit dem gleichzeitigen Gewinn der Schweizer Meisterschaft mit Floorball Köniz.

## Leben
Kaspar Schmocker begann 2004 in der U21-Mannschaft von Floorball Köniz und schaffte 2006 den Sprung in den NLA-Kader. Im Jahr 2010 wechselte er zum SV Wiler-Ersigen. 2013 ging er nach Schweden und spielte dort kurz für Pixbo Wallenstam IBK, bevor er wieder zu Floorball Köniz wechselte, wo er seien Karriere 2018 beendete. Schmocker wurde je dreimal Schweizer Meister und Cupsieger.
Schmocker absolvierte je drei A-, zwei Studenten- und eine U19-Weltmeisterschaften und brachte es auf 75 Länderspiele in der Schweizer Unihockey-Nationalmannschaft.
Als Absolvent eines Sportstudiums an der Universität Bern entwickelte er im Jahre 2008 ein eigenes koordinatives Trainingsgerät und gründete später das Unternehmen Sensopro für Entwicklung und Vertrieb des Geräts. Er war unter anderem 2016 im Rahmen der Teilnahme bei der Höhle der Löwen auf dem deutschen TV-Kanal VOX in der Öffentlichkeit präsent.
Neben Kaspar Schmocker sind auch Olivier Bernhard und Urs Berger Mitinhaber der Firma Sensopro.